# کالین اپلتون
کالین اپلتون (انگلیسی: Colin Appleton; ۷ مارس ۱۹۳۶ – ۳۱ مهٔ ۲۰۲۱) بازیکن فوتبال اهل بریتانیا بود.
از باشگاه‌هایی که در آن بازی کرده‌است می‌توان به باشگاه فوتبال چارلتون اتلتیک، باشگاه فوتبال بارو، و باشگاه فوتبال لستر سیتی اشاره کرد.